# Anbauplatte

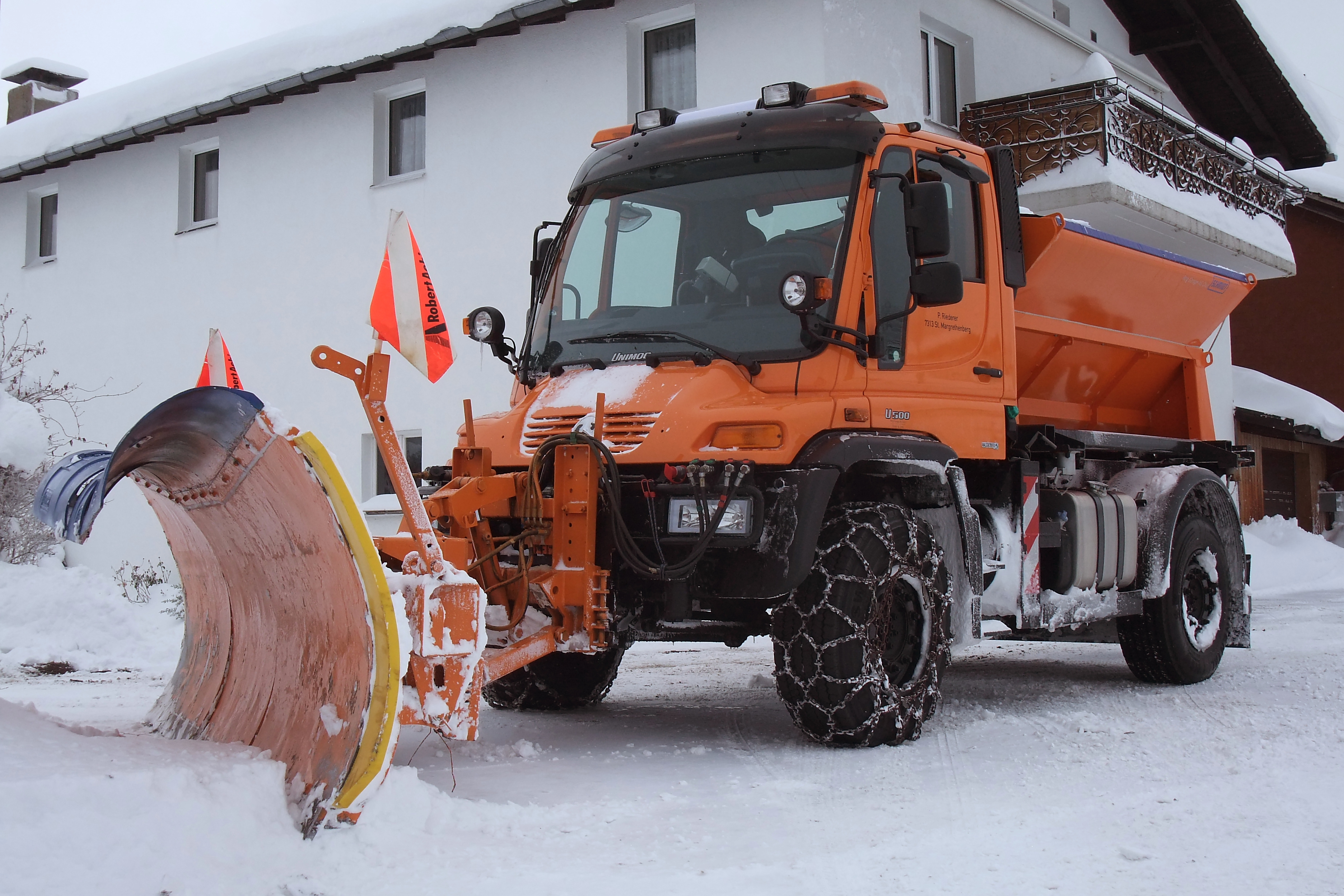
Mittels Anbauplatte angekuppelter Schneepflug an einem Unimog 405

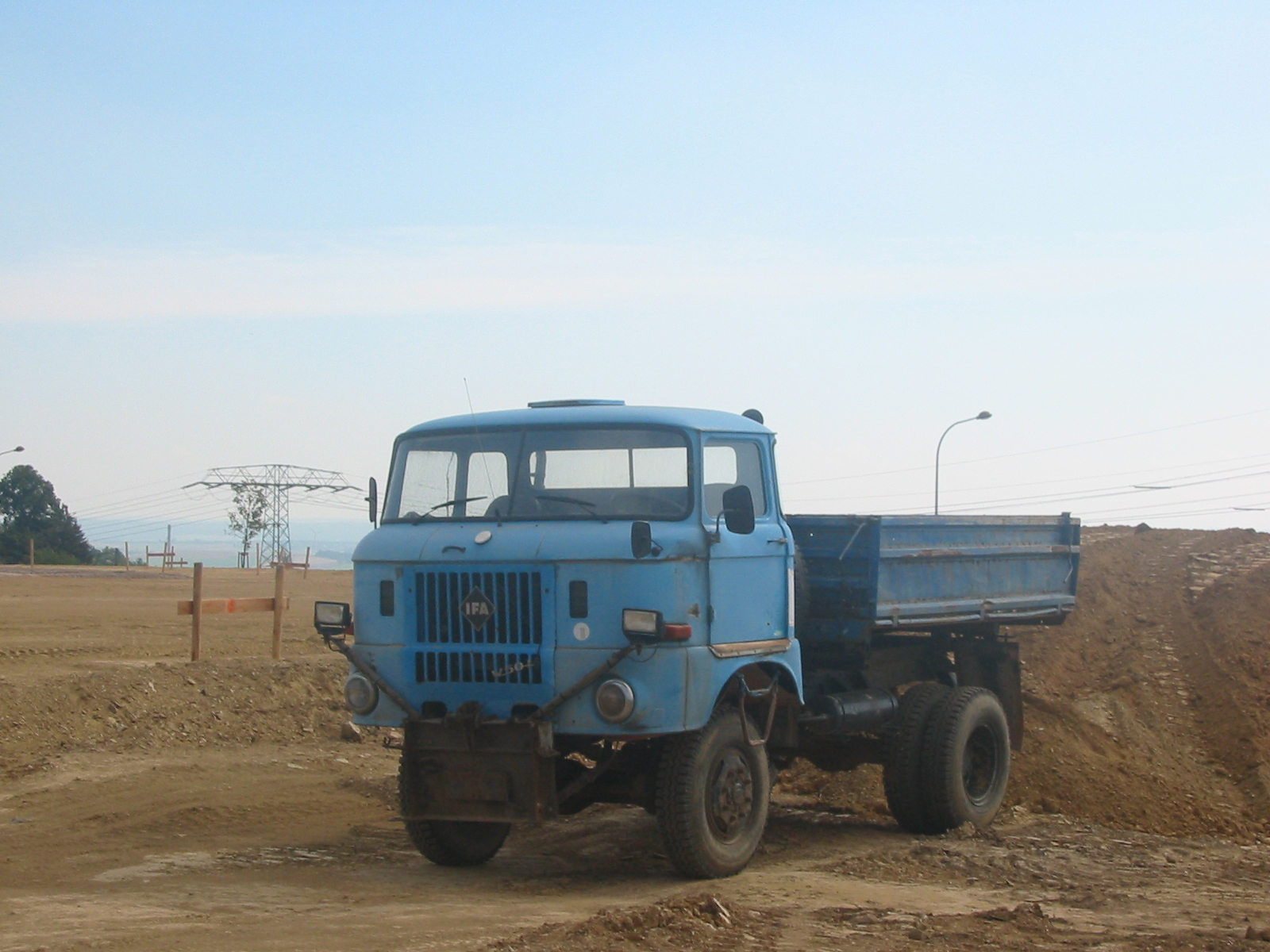
IFA W50 LA mit dem DDR-Pendant einer Anbauplatte

Eine Anbauplatte – auch Kommunalplatte, Kommunalanbauplatte, DIN-Platte oder DIN-Anbauplatte genannt – ist eine normierte Schnellwechselvorrichtung für Geräte, die an Nutzfahrzeugen montiert und betrieben werden sollen.
Sie ist in Deutschland für verschiedene Größen definiert in der DIN EN 15432 (Ersatz für DIN 76060:1983-08) für die Formen A und B (siehe auch Liste der technischen Regelwerke für das Straßenwesen in Deutschland). Neben der Anbauplatte werden oft auch Versorgungsleitungen für elektrischen Strom, Hydraulik oder Druckluft vorgehalten, um Anbaugeräte antreiben zu können. Ein bekanntes Gerät mit einer Anbauplatte ist der Schneepflug.